# Abbazia benedettina di San Lorenzo in Campo

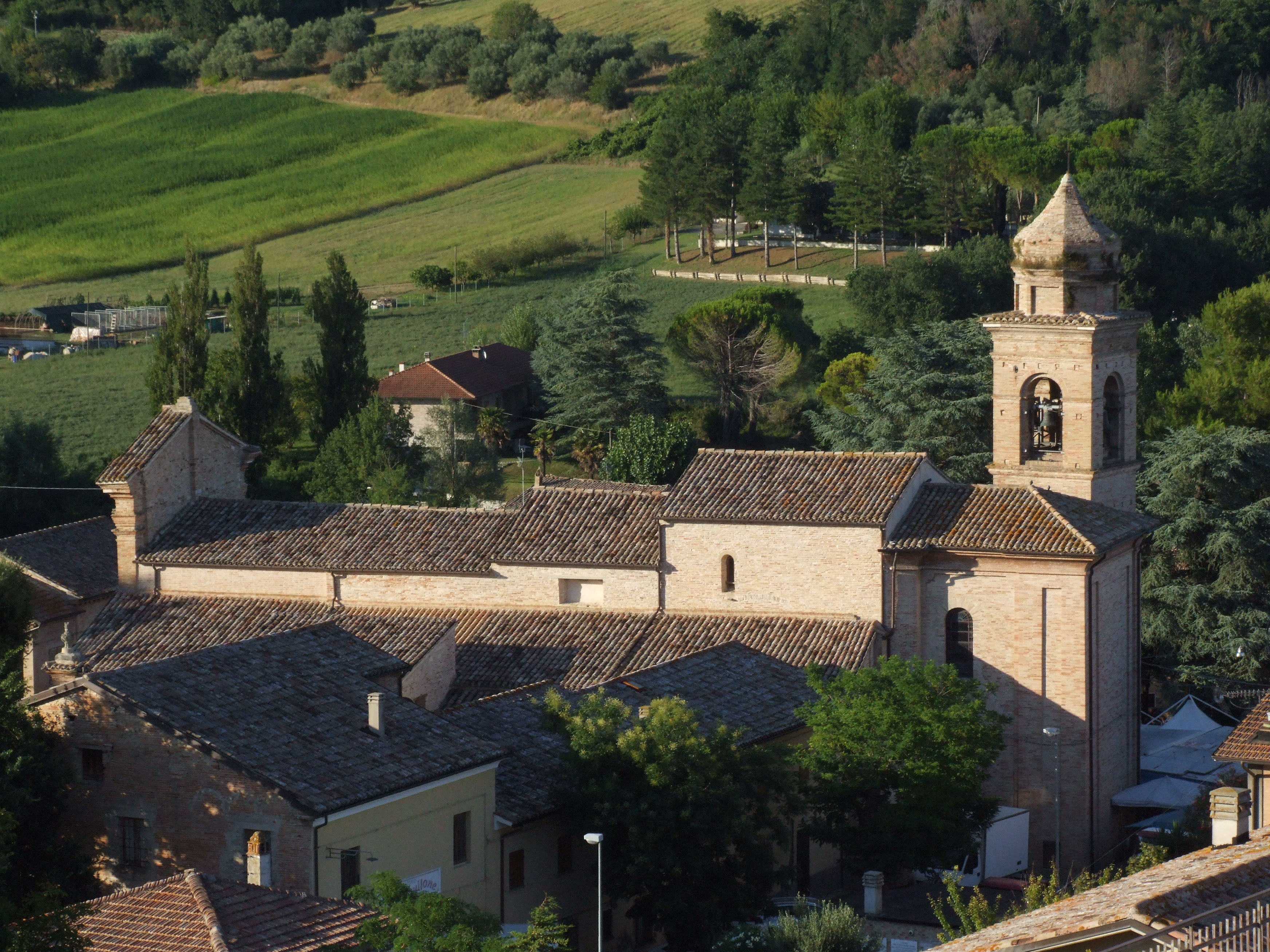
Abbazia di San Lorenzo in Campo, esterno

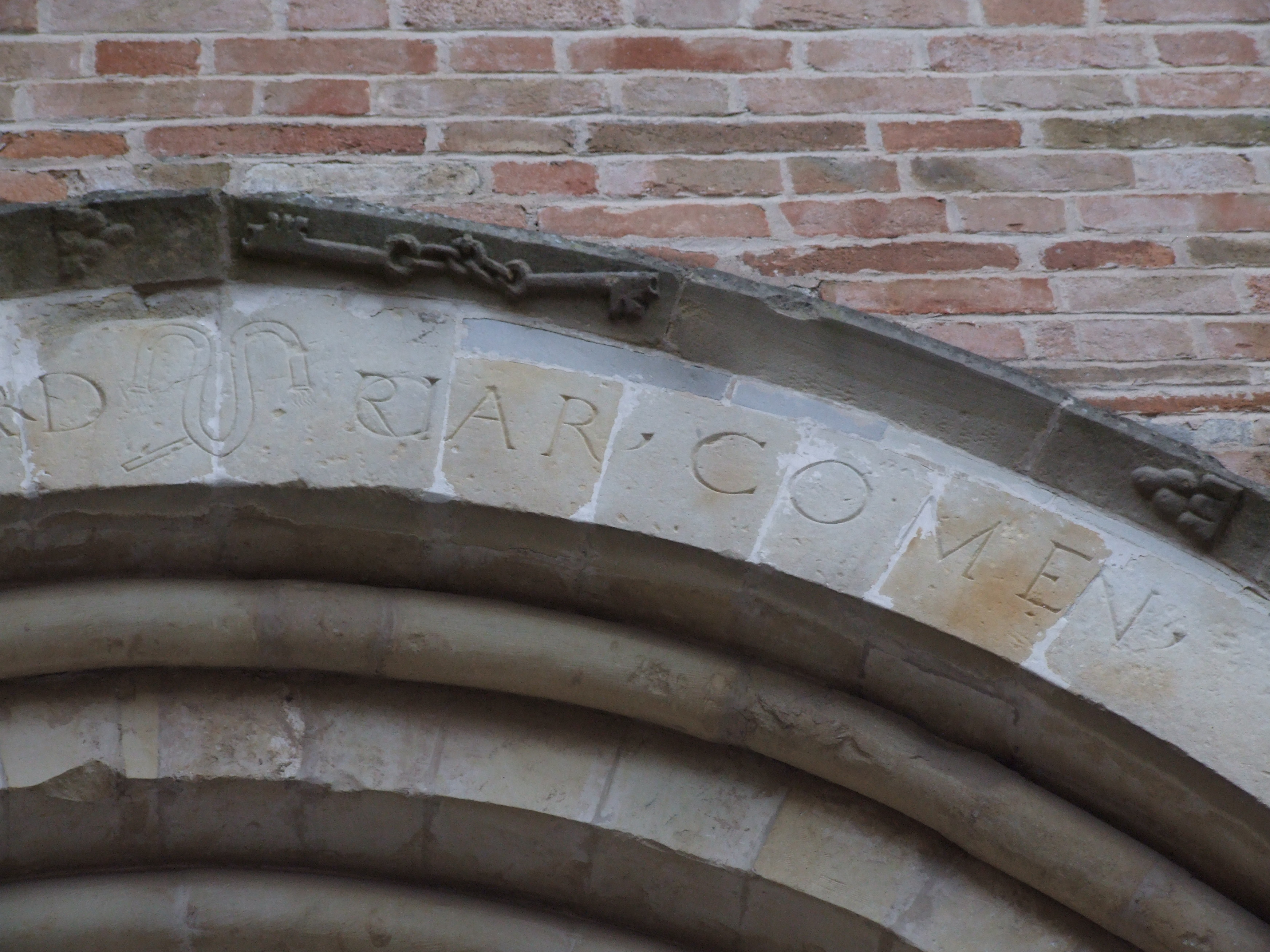
Abbazia di San Lorenzo in Campo, particolare del portale Gotico italiano, fatto costruire nel 1471 dal cardinale Pietro Riario su cui si leggono le parole: PET. CARD. RIAR. COM. con diversi simboli scolpiti.

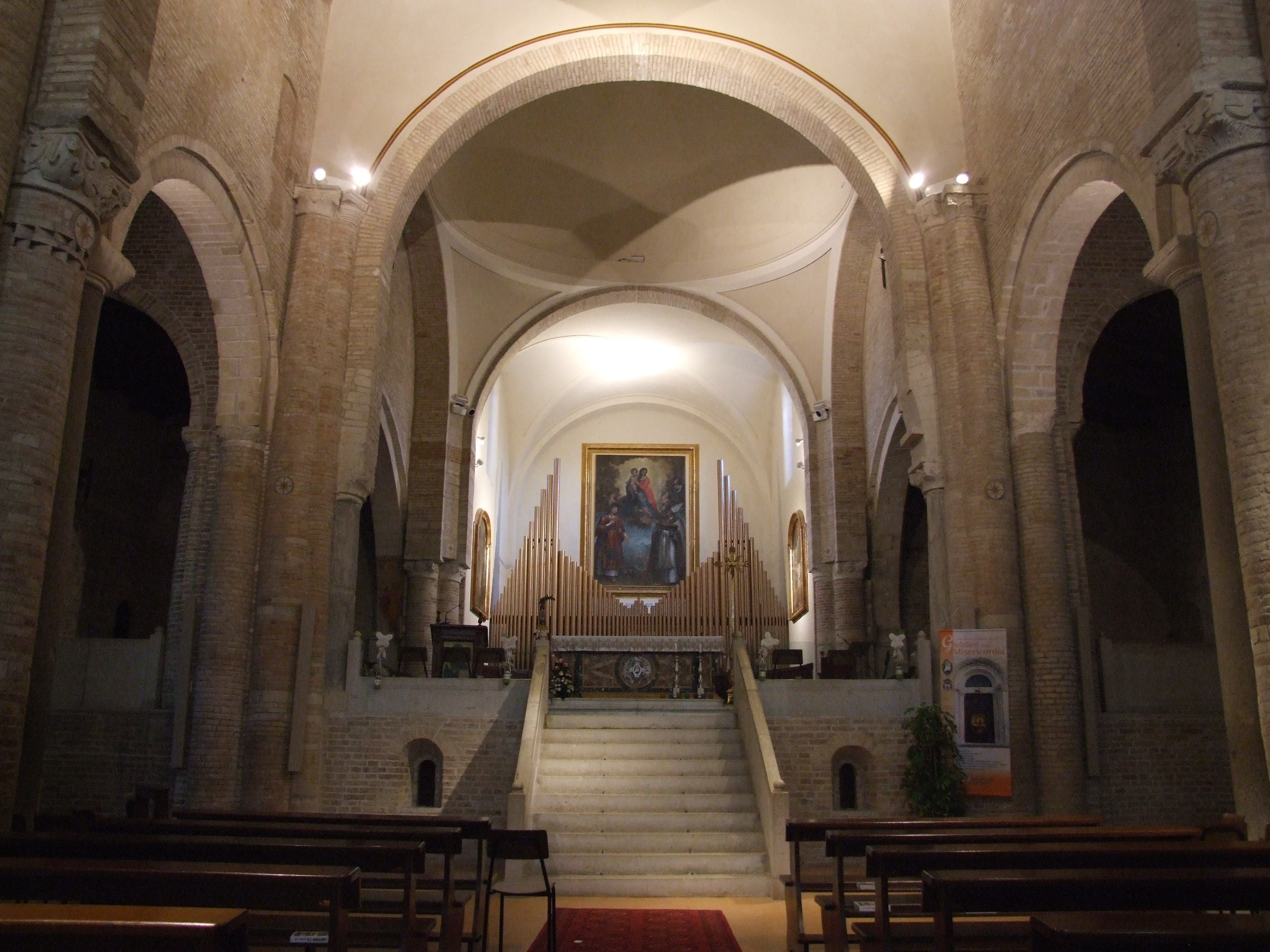
Abbazia di San Lorenzo in Campo, interno. Dietro l'altare maggiore, il quadro ritraente la Madonna in gloria con il Bambino ed i santi Lorenzo e Benedetto, sullo sfondo un panorama che ritrae la rocca ed il centro storico di San Lorenzo in Campo, come apparivano nel XVI secolo, attribuito a Terenzio Terenzi detto il Rondolino.

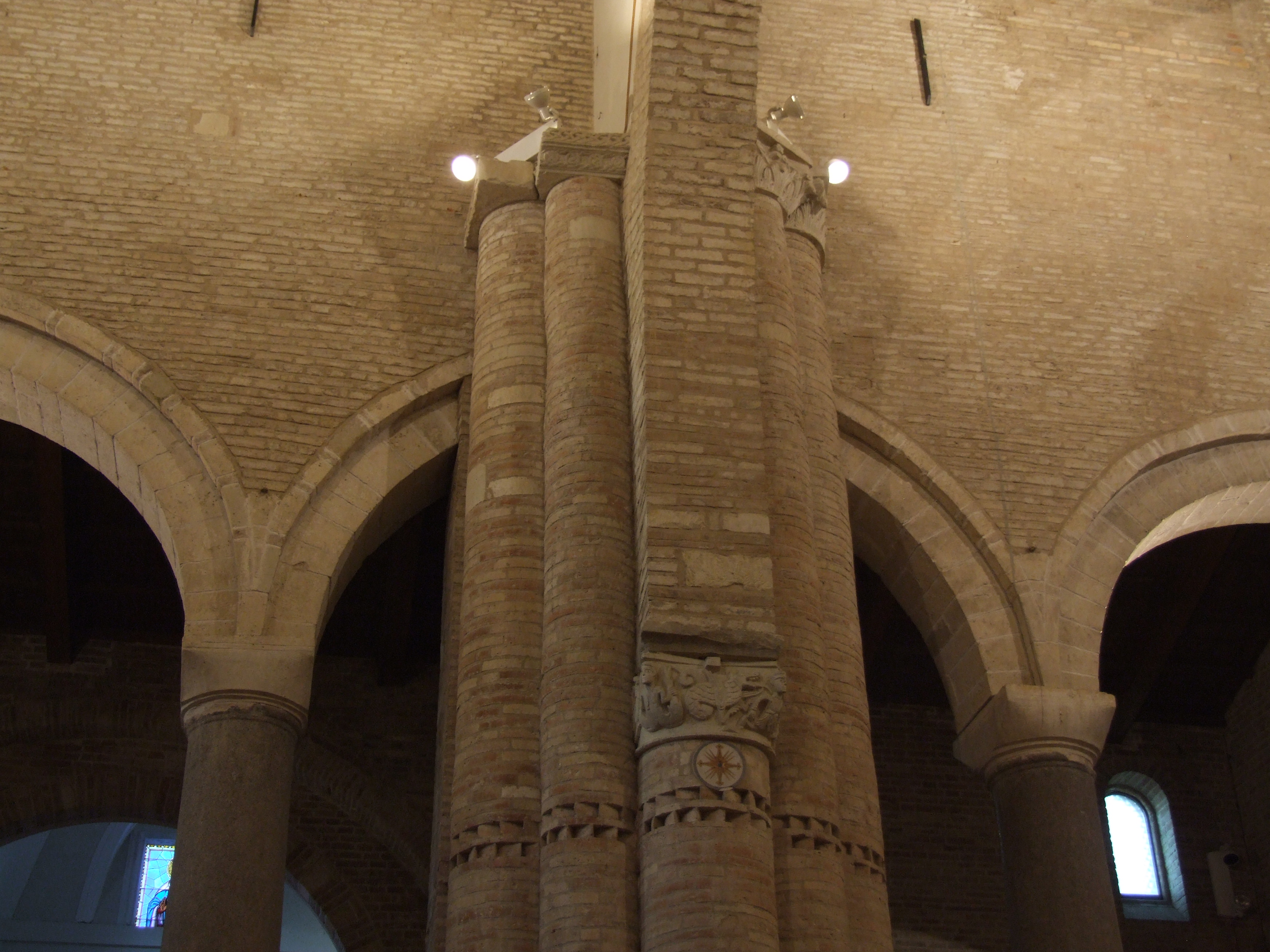
Pilastri a fascio e condotti fino all'altezza d'impostazione degli archi e delle volte privi di qualunque funzione strutturale

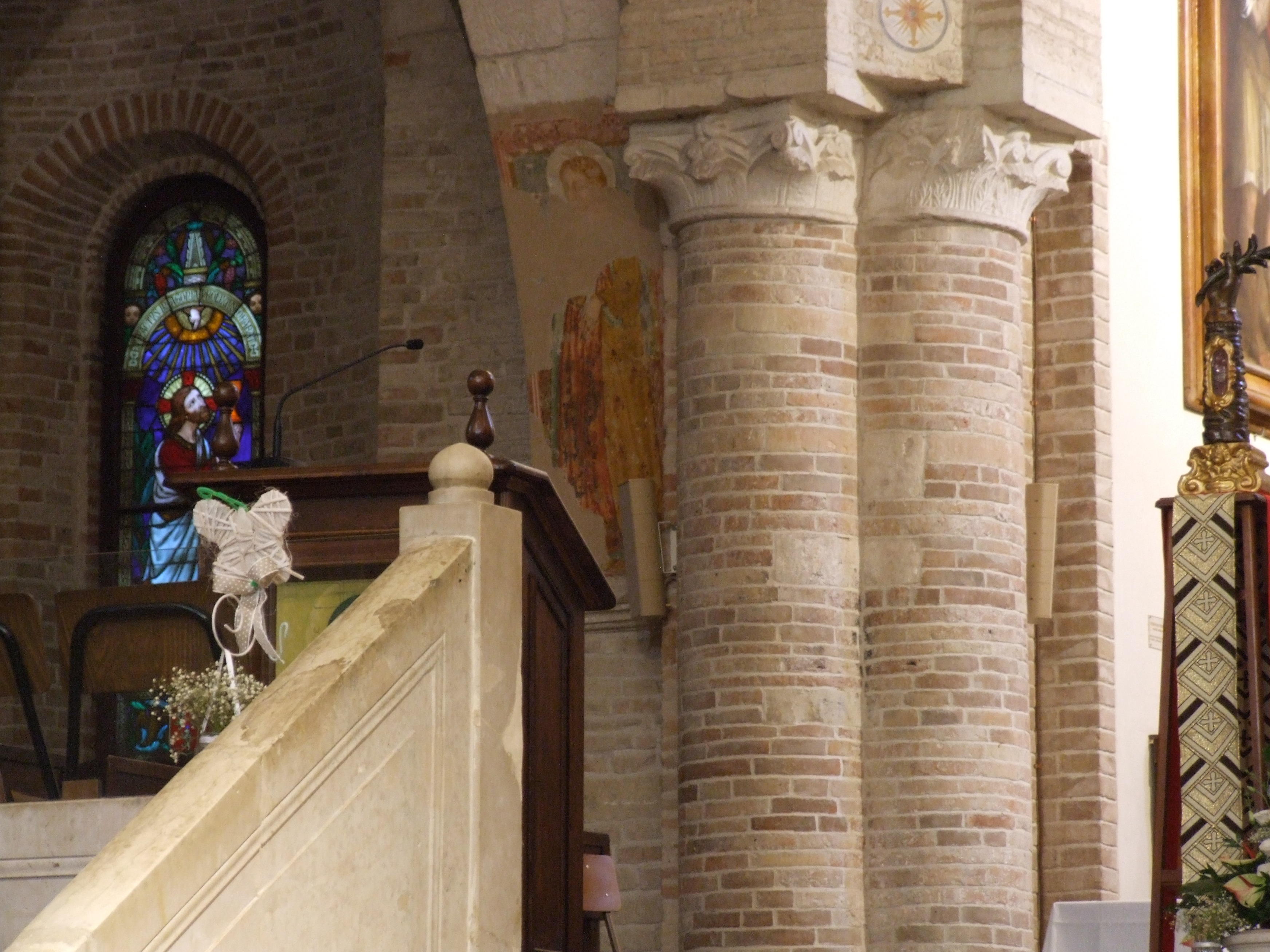
Colonne in muratura con capitelli in pietra e affresco di scuola umbro-marchigiana del XIII e XIV secolo, che un tempo ricopriva tutta la volta dell'abside, raffigurante santa Lucia.

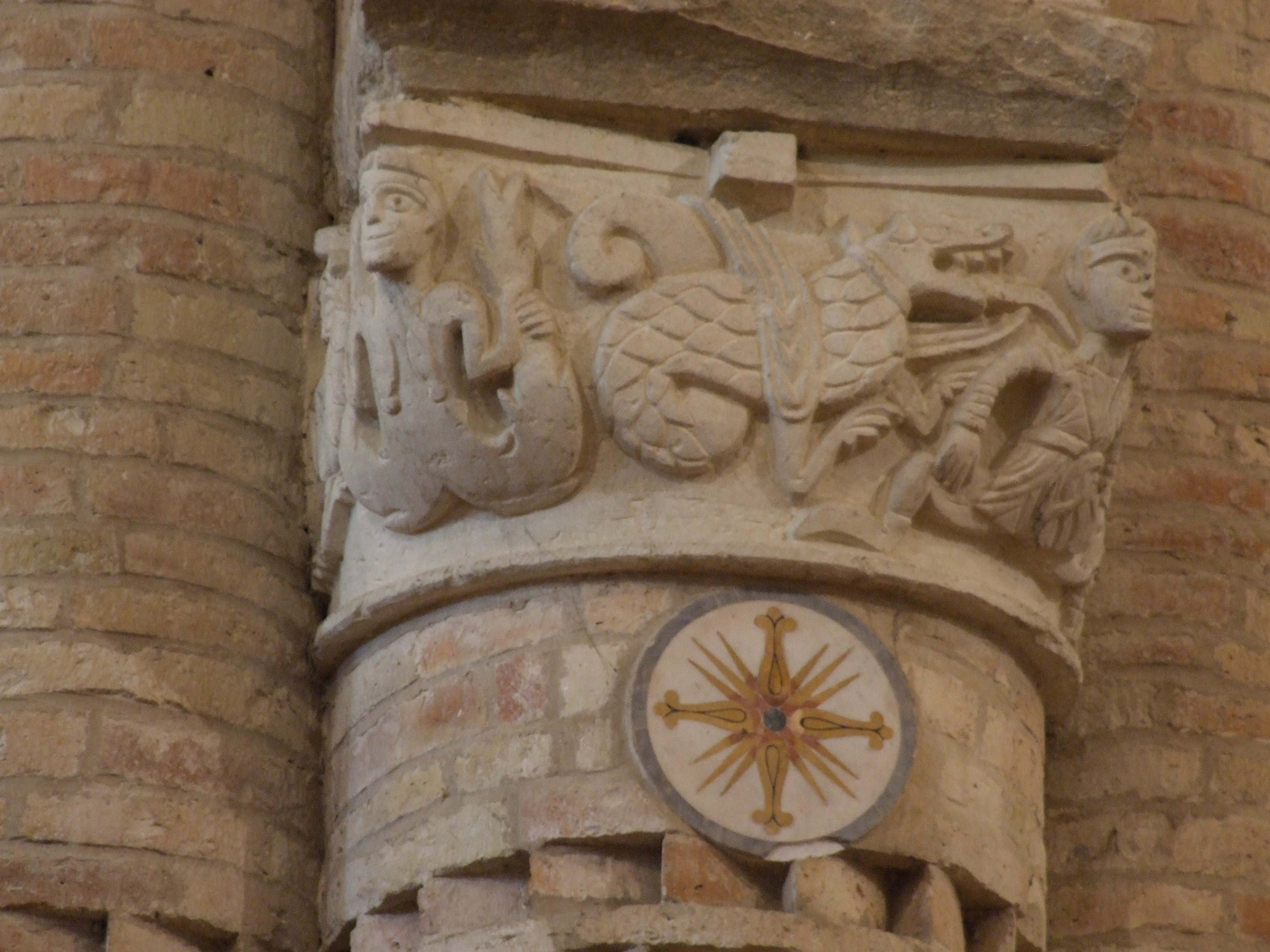
Abbazia San Lorenzo in Campo, capitello con fregi

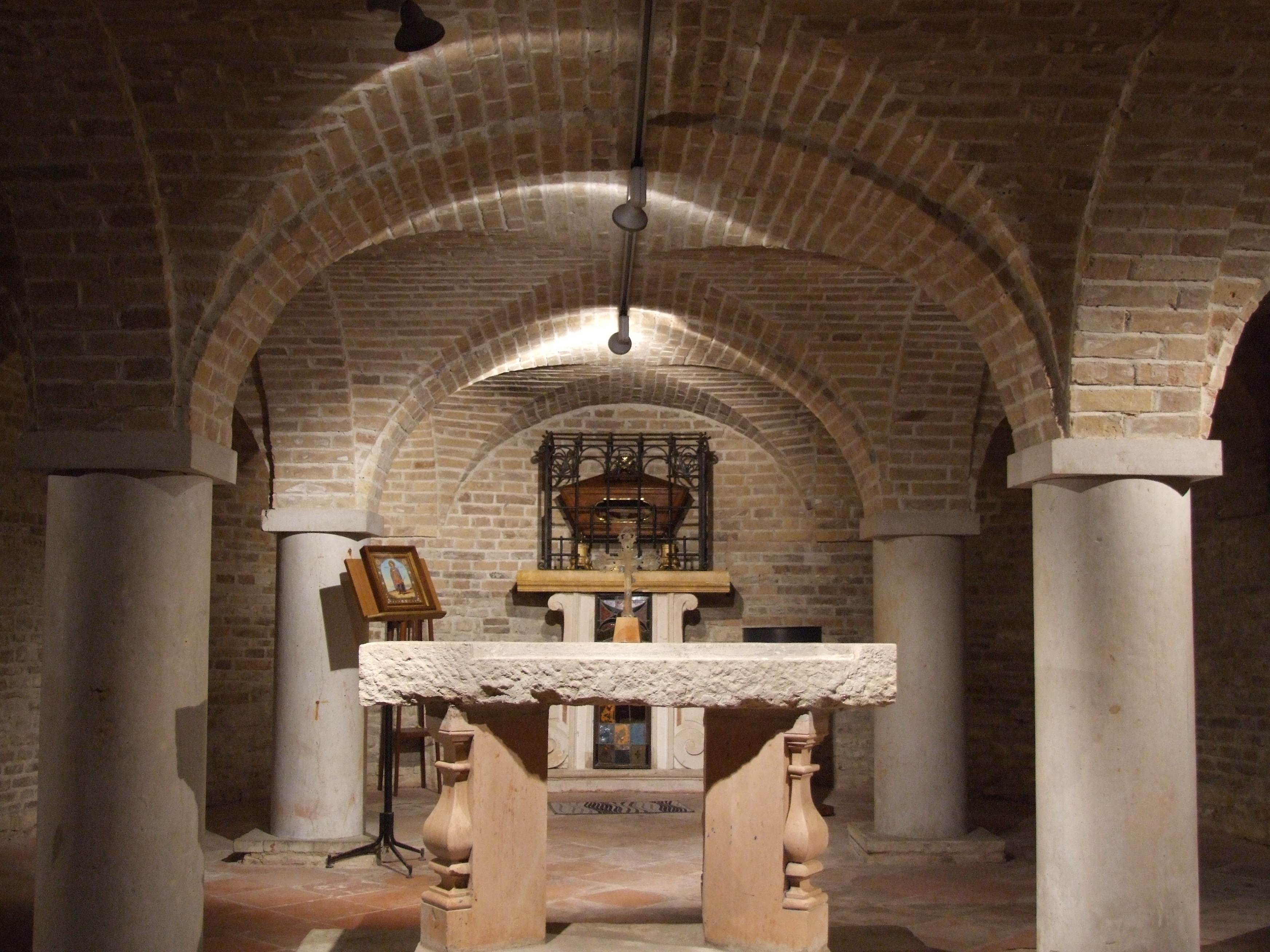
La cripta con le reliquie di san Demetrio di Tessalonica megalomartire

L'abbazia benedettina di San Lorenzo in Campo è situata nell'omonimo comune nelle Marche. Il monastero e l'abbazia sono stati costruiti tra il VII e il IX secolo. La chiesa costituisce un raro esempio di architetture romanica e gotica in Italia e fu elevata a basilica minore "AD PERPETUAM MEMORIAM" da papa Pio XII il 28 agosto 1943.

## Storia
Tra il 600 e l'800 i monaci benedettini ravennati di Sant'Apollinare in Classe si stabilirono nella media valle del Cesano, in un luogo ricco di selve, adatto per svolgere la loro opera. Lavorando e pregando, edificarono un monastero con i materiali recuperati dai resti delle costruzioni della vicina città romana di Suasa, andata in completo abbandono tra il V e VI secolo. L'eremo fu denominato di San Lorenzo in Silvis, per la devozione che la popolazione residente aveva per san Lorenzo e per la presenza delle selve che lo circondavano. Fu in seguito rinominato di San Lorenzo in Campo, poiché i monaci recuperarono per l'agricoltura i terreni disboscando gran parte del territorio di proprietà del monastero, che fu menzionato per la prima volta nel diploma di Ottone III il 7 marzo del 1001.
L'aspetto attuale dell'edificio è assai complesso e mostra che nel tempo ha subito più volte diverse trasformazioni ed aggiunte edilizie, con costruzioni e sovra costruzioni, che coprono un arco temporale di più di dieci secoli. La parte centrale della chiesa è la più antica, costruita in stile romanico con una struttura portante costituita da quattro colonne di granito grigio egizio, provenienti forse dalla vicina città romana di Suasa. Nel corso dell'XI secolo, a seguito dell'aumento del prestigio, del potere, della ricchezza del monastero e del numero dei fedeli che la frequentavano, l'abbazia fu allargata. Fu spostata in avanti la facciata allungando le navate. Le campate, pertanto, furono portate da tre a cinque. Gli edili dell'epoca, non avendo a disposizione altre colonne di granito, costruirono le nuove in muratura. Verso il 1300 la chiesa ebbe bisogno di rinforzi e di sostegni; con i lavori di consolidamento la si volle trasformare nel nuovo stile gotico, con un procedimento del tutto insolito. Il vecchio edificio non fu subito abbattuto, ma utilizzato come cantiere coperto e una volta realizzati i pilastri a fascio e condotti fino all'altezza d'impostazione degli archi e delle volte, per motivi rimasti ancora sconosciuti, i lavori s'interruppero, lasciando i pilastri privi di qualunque funzione strutturale. La chiesa ha così le caratteristiche di due stili e di due periodi ben distinti: il romanico ed il gotico.
L'abbazia sia per il suo aspetto tipologico che planimetrico, si può definire di stile romanico. Lo schema dell'interno è basilicale a tre navate. Il soffitto, sorretto da capriate di legno scoperte, è a cassettoni. Con il presbiterio molto sopraelevato e la cripta sottostante, i monaci ottennero l'effetto che da un qualsiasi punto d'osservazione lo sguardo si sarebbe diretto sempre in linea retta verso l'altare. L'altare maggiore è formato da rarissimi e pregiati marmi, che appartenevano al vecchio altare realizzato nel 1779 dal cardinale Alessandro Albani. La facciata settecentesca fu fatta costruire ugualmente dal cardinale Albani e fu innestata sopra la vecchia facciata romanica con una semplice incamiciatura di mattoni ad una testa. Adesso la facciata si presenta con la copertura a falde ribassate e frontone centrale, con tre porte d'accesso: una centrale e due porte laterali; quella di destra era usata dagli uomini, quella di sinistra dalle donne. Sopra al portale centrale si aprono due finestre rettangolari con cornici pedicolari a timpano. Sugli altri lati si notano le varie manomissioni avvenute nei secoli, costituite da un loggiato parzialmente chiuso e da blocchi architettonici di diversa altezza. La chiesa è rivolta verso nord e non ha l'esatto orientamento liturgico, previsto dai canoni dell'architettura romanica, che ha l'ingresso ad occidente e l'abside ad oriente, per simboleggiare il cammino del fedele dalle tenebre alla luce. La facciata invece è rivolta a nord, verso Ravenna, a guardare il monastero di provenienza e di appartenenza di Sant'Apollinare in Classe. Sul retro il paese e l'abitato. 
Per tutto il XVIII secolo nell'abbazia furono sepolti i morti delle famiglie più benestanti e dei cittadini della cinta muraria.
Nel 1836-1837 l'abbazia venne concessa ai cistercensi mentre la sua giurisdizione ecclesiastica passò alla diocesi di Pergola. Il monastero fu poi soppresso nel 1860-1861 dopo l'occupazione e l'annessione delle Marche da parte del Regno di Sardegna.

## I restauri e i lavori conservativi
Nei secoli XV e XVI, se non anche prima, altri lavori furono eseguiti nella chiesa. Già ai tempi dell'abate Ugo, precisamente nel 1428, si ha un accenno, per quanto vago, al bisogno che aveva la chiesa di restauri al soffitto. Nella seconda metà dello stesso secolo XV, il cardinale Pietro Riario fece eseguire dei rilevanti lavori di manutenzione e diede un nuovo carattere alla chiesa, facendo anche costruire un solenne portale laterale, su cui si leggono le parole: "PET. CARD. RIAR. COM". Il portale in questione, definito come gotico italiano e databile al 1471, presenta un interessante fregio superiore ricco di simboli scolpiti. Si notano, infatti, una griglia (forse la graticola di San Lorenzo), le chiavi pontificie, rose e monti a sei cime, forse lo stemma di Ottaviano Gabrielli di Montevecchio, tutti elementi decorativi la cui disposizione e interpretazione non sono ancora perfettamente chiare.
Altri restauri furono eseguiti nel 1520 nel presbiterio dall'abate commendatario Marco Vigerio della Rovere, vescovo di Senigallia e nel 1570 dal cardinale Giulio della Rovere. 
Nel 1727 un forte terremoto danneggiò notevolmente la chiesa ed il cardinale abate commendatario Alessandro Albani la fece riparare e restaurare, iniziando un'opera costosa e di vaste proporzioni, secondo le regole dello stile barocco. Pensando di abbellirne l'estetica, le pareti, che un tempo erano a mattoni a faccia a vista, furono ricoperte con l'intonaco, fu abbattuta la parte superiore della cripta ed interrata la parte sottostante, fu distrutta inoltre l'abside centrale. Dopo aver abbattuto il piano del presbiterio e alzato quello delle navate, la pavimentazione fu sopraelevata e portata tutta allo stesso livello, riducendo di molto l'altezza interna della chiesa. Lo stesso cardinale fece costruire l'attuale campanile, che fu dotato di grosse campane. Una lapide del 1776 ricorda l'anno della sua costruzione e dei lavori di restauro eseguiti. Il 10 agosto 1934 furono sostituite le vecchie campane con quattro nuove, che furono realizzate dalla ditta cav. Brighenti di Bologna: la prima campana, detta Laurentia (nota sol), presenta le figure di san Lorenzo e san Benedetto, la seconda, Francisca (nota la), le immagini di san Francesco e santa Teresa del Bambin Gesù, la terza, Rita (nota sì), le immagini di santa Rita e del Crocefisso, la quarta campana, Maria Demetria (nota re), le figure di san Demetrio, la Madonna e l'Ostensorio.
A causa dei numerosi movimenti tellurici, che si susseguirono per tutto il 1700, furono danneggiati in modo irreparabile anche gli edifici dell'antico monastero contiguo alla chiesa abbaziale, cosicché si rese necessario abbattere il fabbricato più alto, che fu trasformato in magazzino ed un altro corpo di fabbrica che fu risistemato e dotato di tre piccole camere adibite a cancelleria abbaziale e ad archivio; in seguito le costruzioni furono allungate sino alla chiesa.

## I lavori di restauro (1937-1943)
Per interessamento di mons. Francesco Medici, arciprete della parrocchia di San Biagio, di San Lorenzo in Campo dal 1920 al 1967, l'abbazia fu riportata al suo antico splendore con i lavori di restauro che durarono sette anni, dal 1937 al 7 agosto 1943, giorno in cui fu riaperta e riconsacrata con una solenne funzione liturgica. Per restituire alla chiesa il suo disegno primitivo, furono demoliti sei altari, che erano dedicati a san Luigi e alla Madonna del fulmine (sul presbiterio), a santa Monica ed alla Madonna addolorata (sulla navata di destra), a san Giuseppe e alla Madonna del Rosario (nella navata di sinistra). Fu inoltre tolto l'intonaco che ricopriva le antiche mura, colonne e capitelli e nuovamente sopraelevato il presbiterio per permettere la completa ricostruzione della cripta a sette navate, coperta da una volta a crociera, ma dell'antico ambiente sono rimasti solo alcuni tronchi di colonna a sezione ottagonale.
Il 13 agosto 1944, durante un bombardamento aereo, la basilica fu colpita da due proiettili, che dopo aver penetrato le volte del presbiterio esplosero sul pavimento danneggiando i soffitti di legno, i muri, l'altare maggiore, il trono in legno dell'abate, i banconi, il coro, provocando crepe nella cripta e spezzando le finestre. La basilica fu in breve tempo riparata e fu posta una lapide nel presbiterio a ricordo dell'evento bellico. 
L'abbazia, rimasta chiusa e resa inagibile a seguito degli eventi sismici del settembre 1997, fu riaperta dal vescovo Vittorio Tomassetti, con una solenne manifestazione il 31 ottobre 2004.

## Dipinti, sculture, elementi architettonici e altri oggetti artistici
Dietro l'altare maggiore risalta un quadro su tela ritraente la Madonna in gloria con il Bambino ed i santi Lorenzo e Benedetto, sullo sfondo un panorama che ritrae la rocca ed il centro storico di San Lorenzo in Campo, come apparivano nel XVI secolo. Il dipinto, fu erroneamente attribuito a Raffaellino dal Colle, poi a Federico Zuccari di Urbino o ad un suo allievo; ma dopo una approfondita e sicura ricerca di critica storica la tela è stata attribuita a Terenzio Terenzi, detto il Rondolino, poiché si riscontrano in essa i tratti distintivi del pittore. L'opera ha un notevole interesse storico, oltre che artistico, poiché le due figure di san Benedetto in abiti pontificali e di san Lorenzo richiamano l'origine benedettina dell'abbazia e l'origine del nome dato al paese, dovuta alla devozione per il martire romano. A commissionare il dipinto fu sicuramente il cardinale Giulio della Rovere, fratello del duca Guidobaldo II, abate commendatario di San Lorenzo in Campo dal 1585 al 1621, il quale aveva al suo servizio il Terenzi. Il dipinto è stato realizzato probabilmente nel 1604.. 
Sulle due pareti dietro l'altare maggiore si conservano altre due tele, una per lato, una che raffigura i santi Francesco e Demetrio, utilizzata nel 1604 da Giuliano Della Rovere per ricoprire la cavità nella parete in una cappella della chiesa, nella quale era posta l'urna di san Demetrio. Il dipinto, è stato attribuito a Terenzio Terenzi "il Rondolino".. È molto probabile, che al pittore, autore anche della pala dell'altare maggiore, fosse stato affidato l'incarico di realizzare tutte e tre le tele, ma la morte improvvisa, gli impedì di ultimare il terzo quadro, che fu completato da un altro pittore pesarese Giovanni Battista Venanzi (1627-1707), allievo di Simone Cantarini e Guido Reni. Il dipinto raffigura in alto, la traslazione della Sacra Casa di Loreto con la Madonna in trono ed in basso le figure dei santi Pietro e Paolo. La comunità laurentina prese in devozione la venuta della Santa Casa il 12 dicembre 1638.

### La cappella dell'Immacolata
Le due cappelle laterali all'interno della chiesa sono state commissionate una dal conte Ottaviano Gabrielli di Montevecchio e l'altra da Giuliano Della Rovere, divenuto poi papa con il nome di Giulio II.
Nella cappella dell'Immacolata, sul lato sinistro all'interno dell'abbazia è posta una tela datata e firmata "Hercules Ramazzanus/Rocchens. Ercole Ramazzani Pingeb. Anno D.mi MDLXXXVI". Nel 1586 il dipinto era stato collocato in una delle tre cappelle della navata sinistra dell'abbazia, commissionato da Giuliano Della Rovere e raffigura la Madonna del Rosario. Si suppone che sia stata commissionata a Ercole Ramazzani di Rocca Contrada, l'attuale Arcevia, dalla Confraternita del Santo Rosario, che aveva un proprio altare nella chiesa e che sembra fosse stata una delle compagnie religiose più facoltose di San Lorenzo in Campo. Ramazzani rappresentò la Madonna del Rosario in altri 27 dipinti; molto simile a questa laurentina è quella custodita a Montebello, frazione di Orciano di Pesaro. Con il dipinto di San Lorenzo in Campo, Ramazzani inaugura un nuovo schema per questo soggetto, poiché contorna la figura della Madonna, del Bambino e dei santi con una corona formata da 15 ovali raffiguranti i Misteri Rosariani. L'opera rivela una personalità artistica davvero singolare e riflette le esperienze italiane tardo manieriste, con i colori sempre accesi e brillanti. La tela della Madonna del Rosario, è stata restaurata nel 1980 ed è stata collocata nella cappella dell'Immacolata nella chiesa abbazialeLa cornice della nicchia, che custodisce il dipinto, faceva parte della cassa armonica di un organo.
Nella cappella dell'Immacolata, oltre a una statua lignea della Vergine, all'altare di marmo proveniente dalla vecchia cappella del Santissimo, a una tela d'autore ignoto rappresentante l'Ultima Cena, sono di un certo interesse anche un inginocchiatoio ligneo e la porta argentea del tabernacolo.

### La cappella del Santissimo
Sul lato destro all'interno dell'abbazia, l'altra cappella commissionata dal conte Ottaviano Gabrielli di Montevecchio, è del Santissimo con un altare in marmo appartenuto alla vecchia cappella di san Luigi, l'alzata ed il tabernacolo provenivano dall'altare maggiore, il riquadro in pietra con una tela raffigurante la Madonna della cintura con santa Monica, santa Rita, sant'Agostino, san Carlo, di autore ignoto, del XVI secolo, di scuola marchigiana, facevano parte dell'altare della navata di destra. 

### Gli altri dipinti
Nell'abbazia è ben conservata una tela di Pietro Paolo Agabiti che raffigura la Madonna con il Bambino, san Lorenzo e san Demetrio. Il dipinto su tavola, firmato e datato 1530, anno della sua ultimazione, fu commissionato dai monaci al pittore Pietro Paolo Agabiti di Sassoferrato a seguito del ritrovamento delle reliquie di San Demetrio. L'opera ritrae la Madonna in trono con il Bambino, che offre la palma del martirio a san Demetrio e a san Lorenzo; nel motivo architettonico, dietro la figura di san Demetrio, un arco spezzato sta probabilmente a significare la divisione intercorsa tra la Chiesa d'occidente con quella d'oriente. La posizione dei due santi richiama, però, anche la convergenza della Chiesa cattolica e di quella Ortodossa nell'adorazione del Bambino Gesù e nel culto della Madonna. Sullo sfondo dietro al santo Lorenzo e all'arco spezzato si intravede il paese di San Lorenzo in Campo.
Di particolare valore è una tela di 250x165 cm di un Cristo tra la Vergine e san Giovanni, dipinto da Ercole Ramazzani probabilmente nel 1595; è una delle migliori opere della tarda maturità dell'autore, la tela è molto suggestiva nell'insolito inserimento del sole e della luna ai lati del Crocefisso, mentre un angelo indica Gesù, appoggiato con naturalezza ad una nube, la tela originariamente si trovava sull'altare della Desolata (Addolorata) posta nella navata laterale destra, ove ora è collocato un confessionale, quando l'abbazia era ancora in stile Barocco. 
Sono ben esposte su una parete interna della chiesa le 14 tele della Via Crucis restaurate in epoca contemporanea. 
Del periodo monastico restano il leggio abbaziale, due leggii raffinatamente lavorati e un leggio grande da coro; nella sacrestia sono inoltre conservati una tela del 1600 e un ciborio intarsiato del 1500. Sono rimasti del periodo barocco un inginocchiatoio di legno dorato e la porticina del tabernacolo della cappella laterale dedicata alla Madonna.

### Le lavorazioni in pietra ed i graffiti
All'interno dell'abbazia sono ancora visibili dei capitelli del periodo romanico, gotico e bizantino, con fregi con motivi ad intreccio, con motivi decorativi a quattro petali o fregi che rappresentano figure d'animali (un'aquila, un agnello, un drago, un toro, un ippogrifo ed altri animali); un basamento d'epoca barbarica con inciso un rozzo cavallo e colonne di marmo cipollino. In alcuni degli otto pilastri posti a sostegno del tetto a capriata, ricoperti da una velina azzurra, sono incisi antichi graffiti. Nel terzo pilastro di destra realizzato in muratura è inserita una pietra con un graffito di età post longobarda databile tra i secoli VIII e IX, realizzato probabilmente con un chiodo, o con una punta acuminata. Il testo è stato inciso su una pietra calcarea, con caratteri disomogenei, presumibilmente realizzati nel periodo pre-carolingio, da un improvvisato autore, forse a mo' di promemoria; è diviso in due parti, separate da due stelle a cinque punte, ed è corredato dall'immagine di un cavallo e da una terza stella.
Nel terzo pilastro di sinistra è posto un graffito quadrangolare raffigurante uno scaccato quadrato solcato da diagonali; la pietra su cui è inciso il grafito è inserita nel pilastro proviene da materiale di recupero.
Sempre nel terzo pilastro di sinistra della navata centrale sono poste due pietre adiacenti. Il graffito nell'inserto di destra riproduce il busto di un giovane uomo, sbarbato e con capigliatura corta a caschetto, moda molto diffusa nel Duecento, dalla corporatura robusta e dalla muscolatura ben delineata, privo di indumenti o con una camicia succinta, con la mano destra si copre i genitali e con il braccio sinistro sembra stringe un'ampolla di vetro. Sulla destra, in alto, il presumibile disegno di un cavallo, in basso un motivo ad intreccio, accanto la lettera M, probabile iniziale della Madonna, seguita da un sottostante disegno stilizzato, da interpretare come un acquamanile inclinato da cui esce l'acqua battesimale. 
Nell'inserto di sinistra è disegnato un cerchio con un quadrifoglio, a destra la dicitura: P(ro)v(isinorum) [denariorum].LXV., | biannu(a)l(is), da interpretare: «65 denari provisini in due anni»,  Lo scritto è da far risalire ai secoli XII e XIII. 
Le due acquasantiere che si trovano in fondo alla chiesa sono state costruite con materiali d'epoche remote: una è formata da un tronco di colonna di marmo cipollino e da un piedistallo tagliato secolo XII - XIII e l'altra invece è costituita da una colonna in pietra arenaria, XIII - XIV secolo, decorata a tutto tondo con motivi floreali.

### Gli affreschi
Posto in una parete a fianco della porta d'ingresso, all'interno della chiesa abbaziale, un affresco di autore ignoto del XV secolo, è contenuto in una cornice con decorazioni a cosmatesca, di cui rimane solo la parte superiore, la parte bassa si è completamente perduta, con ai lati due improbabili colonne, raffigura san Cristoforo, che con la mano trattiene il piccolo Gesù sulla spalla, mentre con l'altra impugna il bastone dal quale sono spuntate le foglie e dall'altro San Francesco, identificabile dalle stimmate, con il libro ed il Crocifisso. 
Rimane ben poco di un altro affresco di scuola umbro-marchigiana del XIII e XIV secolo, che un tempo ricopriva tutta la volta dell'abside, raffigurante santa Lucia, racchiusa in una incorniciatura giottesca. 

### L'organo a canne della chiesa
La chiesa già agli inizi del 1600 era dotata di un organo, dono del marchese Ippolito Della Rovere, sostituito successivamente con uno della scuola del Callido; nel 1785 il cardinale Alessandro Albani lo fece nuovamente sostituire con un altro organo del Vici di Montecarotto, ma in seguito ai lavori di restauro del 1943 fu di nuovo cambiato con quello attuale, fornito dalla ditta Armando Maccarinelli di Brescia e le canne dalla ditta Manzoni di Bergamo. 
Le vetrate nelle due absidi sono state realizzate da Umberto Gambi di Firenze: una rappresenta Gesù Cristo nel Getsemani, l'altra Gesù, Via, Verità e Vita. Entrambe portano gli stemmi dei principi Ruspoli, perché da loro donate. Le altre vetrate sono state realizzate dalla ditta Revel d'Ancona.

## La campana di Corinaldo
In un angolo della chiesa, presso la porta laterale, è depositata un'antica campana fusa nel 1283 di circa 6 quintali di peso, che ha un suono lugubre. È stata denominata "la campana di Corinaldo" perché proveniente da quella città. Uno dei due cardinali abati commendatari, Francesco Barberini o Antonio Barberini, che furono abati di ben tre abbazie tra cui quella di San Lorenzo in Campo e quella di Santa Maria del Mercato (fuori le mura di Corinaldo, di fronte alla Porta di Sotto), essendo quest'ultima chiesa cadente, il cardinale la fece abbattere e ordinò di trasferire la campana, appartenente a quella chiesa, nel campanile dell'abbazia di San Lorenzo in Campo. La campana reca in alto, sul suo coronamento sotto il caratteristico riccio di bronzo, due iscrizioni circolari: quella inferiore riporta in caratteri gotici l'Ave Maria in latino sino a ventris tui; quella superiore riporta incisa la dicitura "MENTEM SANCTAM ET SPONTANEUM (H)ONOREM DEO ET PATRI(A)E LIBERATOREM A.D. MCCLXXXIII". Forse le scritte si riferivano a qualche fatto importante, ad un pericolo scampato, ad un voto, ed è considerata una delle campane più antiche d'Italia.

## La cripta e le reliquie di Demetrio di Tessalonica Megalomartire
Nella cripta, luogo di preghiera dei benedettini, sono conservate in un'urna del 1700 le ossa di san Demetrio di Tessalonica Megalomartire. Questo santo fu proconsole dell'esercito romano di stanza in Tessalonica; nel 305 fu trucidato, perché si rifiutò di adorare la statua dell'imperatore. San Demetrio oltre ad essere venerato in tutto l'Oriente ortodosso come in Russia e nei paesi slavi, è l'eroe nazionale della Grecia. Al tempo delle Crociate, il doge di Venezia ordinò di riportare dall'Oriente tutte le reliquie dei principali santi orientali, tra cui quelle di santa Lucia e di san Demetrio, per sottrarle alla profanazione dei musulmani. La Repubblica di Venezia inoltre riteneva che se le reliquie di san Demetrio, il quale aveva ripetutamente liberato lo stato bizantino dagli invasori stranieri, fossero appartenute al doge, nelle sue imprese contro i turchi le soggiogate popolazioni elleniche avrebbero combattuto per la loro liberazione con più entusiasmo.
Il monaco che portava le reliquie di san Demetrio, sbarcando in Ancona, decise di trovare un rifugio più sicuro in un monastero e, per ragioni sconosciute, scelse di lasciarle in quello di San Lorenzo in Campo. Alcuni sostengono che le reliquie di San Demetrio siano state trasportate a San Lorenzo in Campo da alcuni nobili messinesi della famiglia Fontini. Comunque siano andate le cose, le reliquie furono nascoste perché non fossero ambita preda dei paesi vicini e rivali e se ne persero le tracce. Furono ritrovate, durante i lavori di restauro, il 20 giugno del 1520, in una cassettina posta sotto il basamento di una colonna della cripta. Nell'ottobre del 1978, a seguito d'alcuni incontri avvenuti con il metropolita di Salonicco e con le autorità diplomatiche greche, furono restituite parte delle reliquie di san Demetrio con solenni celebrazioni. Ai fedeli laurentini, in segno di gratitudine, è stata donata la grande icona greca di san Demetrio, che era portata solennemente in processione ed ora è conservata nella chiesa.

## L'antiquarium abbaziale
All'esterno, lungo il fianco della chiesa, in un loggiato parzialmente chiuso, sono stati ricavati dei locali nei quali sono collocati vari pezzi d'antiquariato. Nell'antiquarium abbaziale sono custoditi una gran quantità d'opere, per la maggior parte di provenienza sconosciuta e per un'altra parte tratte in salvo dalle chiese più esposte al rischio dei furti o di danneggiamento come quelle rurali.
Sono degne di nota, anche se non d'elevata qualità, due statue processionali in legno policromo della Madonna con il Bambino. Una delle due statue in posizione seduta non è costituita da un unico blocco, perché mostra segni di cesura in corrispondenza delle braccia e d'altre parti del corpo. Sul retro è ancora visibile il legno grezzo su cui è stata modellata. Il Bambino è nudo, il viso è contraddistinto dagli stessi lineamenti della Madonna, il corpo si presenta sproporzionato forse perché realizzato frettolosamente in previsione di una futura vestizione. L'altra Madonna è rappresentata in piedi, alta circa un metro e quaranta centimetri, è strana per la sua iconografia, poiché manca del tradizionale velo. Ciò fa pensare al fatto che si possa trattare di una probabile rappresentazione di una santa.
I due gruppi lignei si possono approssimativamente datare tra la seconda metà del Seicento e i primi del Settecento, fatti costruire in qualche bottega pergolese da qualche compagnia religiosa presente a San Lorenzo in Campo in quegli anni, come la Venerabile Compagnia del Santissimo Rosario o la Venerabile Confraternita di Maria Vergine del Carmine, per essere esposta durante le processioni. Sono inoltre conservate alcune tele di vari periodi, alcune anche di buona fattura, tra cui un dipinto di un allievo del Rondolino raffigurante la Madonna con il Bambino e i santi Sebastiano, trafitto dalle frecce, e Giovanni Evangelista, raffigurato con il calice con il serpente in una mano ed il Vangelo nell'altra, quadro proveniente da un'altra chiesa. Nel giorno della festa di san Sebastiano i fedeli al ritorno dalla processione, che giungeva sino alla piazza del mercatale, facevano un'offerta, sull'altare abbaziale, dopo aver baciato la reliquia. 
Sono conservati inoltre nell'antiquarium un pregevole dipinto del pittore neoclassico Giovanni Andrea Lazzarini, un olio su tela, raffigurante Tobia, Tobiolo e l'Arcangelo Raffaele, un dipinto raffigurante la Madonna del Rosario con i Misteri, un olio su tela di un pittore marchigiano del XVII secolo, una Crocifissione d'ignoto, una croce slava metallica, ceramiche del 1600, capitelli e resti di colonne romane, mulini in pietra, calchi di statue, un ex voto in metallo argentato, un ex voto del Crocefisso P.G.R. 1897, candelieri, tabernacoli, oggetti d'arredo, come le cornici e la preziosa anta che faceva coppia con quella della sagrestia, una statua in pietra della Madonna di Loreto eseguita probabilmente dagli scalpellini di Sant'Ippolito. Di particolare pregio sono dei grossi messali del 1700 e degli antifonari di stampa veneziana del 1500. Nel corso di questo e nel precedente secolo sono stati accumulati altri oggetti.